# Opérations anti-partisans en Croatie
Les opérations anti-partisans en Croatie sont des opérations de contre-insurrection menées par le Troisième Reich, l'État indépendant de Croatie et l'Italie fasciste lors de la Seconde Guerre mondiale contre les différents mouvements de résistance yougoslave et antifasciste : les partisans communistes et les tchetniks royalistes. Cet État croate a été proclamé à la suite de l'invasion de la Yougoslavie par les forces de l'Axe en 1941 et était mené par les oustachis, parti fasciste croate dirigé par Ante Pavelić.

## Historique

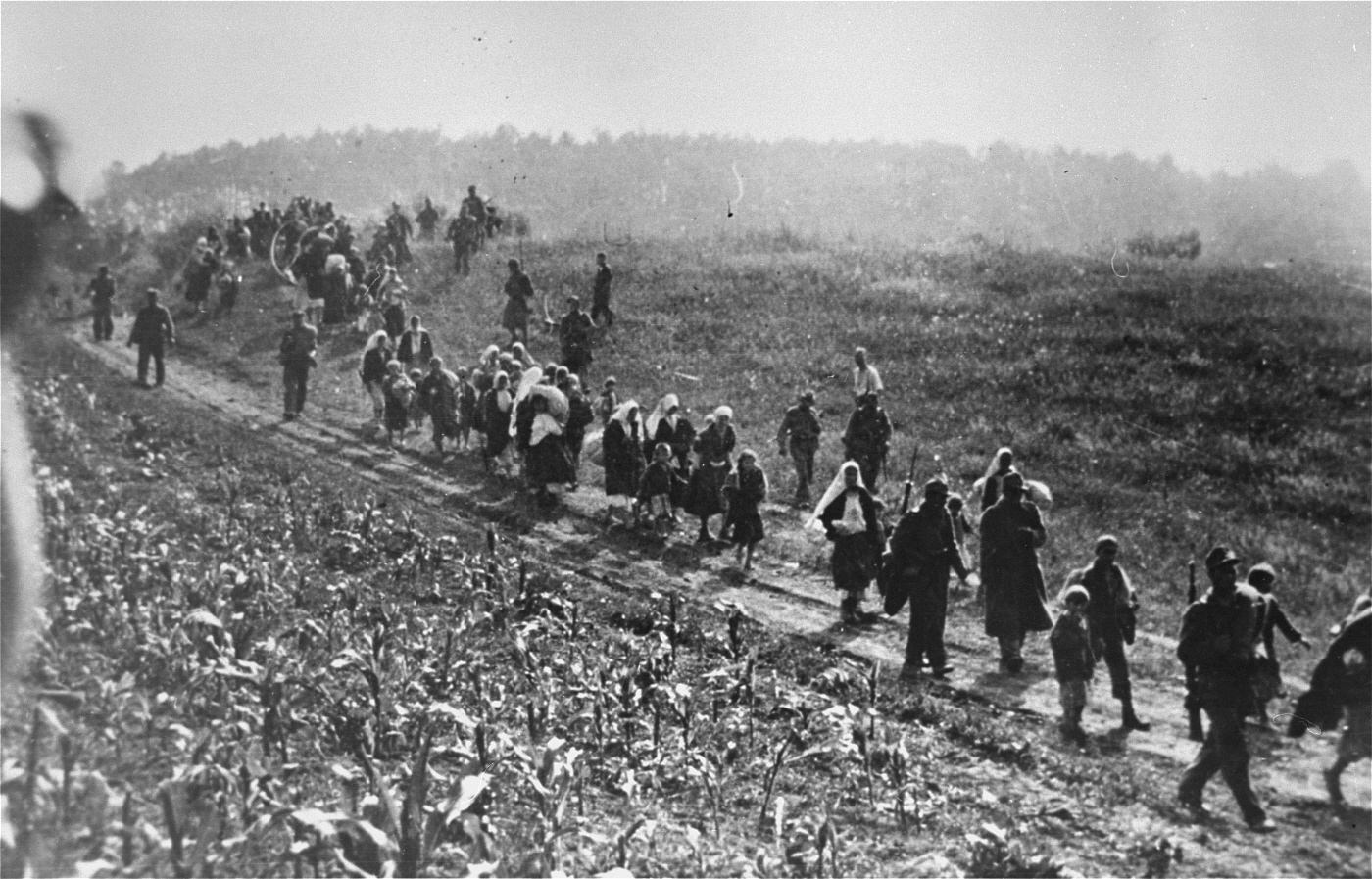
Une colonne de prisonniers serbes, conduits par les Allemands et les Oustachis vers le camp d'internement de Šabac durant une opération contre la résistance.

Les guérillas et opérations anti-partisans qui ont fait rage dans toute la Yougoslavie entre l'invasion de la Yougoslavie en avril 1941 et la fin de la guerre en Europe en mai 1945 ont été particulièrement sanglantes et sauvages.
Les tchetniks mais aussi et en particulier, les partisans communistes commandés par Josip Broz Tito durent se battre non seulement contre l'armée allemande, mais aussi contre l'armée italienne, l'armée bulgare, l'armée hongroise, les forces armées croates, les tchetniks anti-communistes et des milliers d'autres collaborateurs des diverses milices et groupes armés.
Cette guerre tripartite entre les occupants, les nationalistes collaborateurs et la résistance était tout à la fois une guerre civile, une révolution et une guerre de pacification. Elle a été particulièrement cruelle et couteuse en vies humaines.
On dénombre 135 opérations contre les partisans qui ont été menées sur le territoire de l'État indépendant de Croatie. Cette liste exclut celles qui ont été menées en Serbie, Macédoine, Monténégro, Kosovo, Slovénie et d'autres parties de la Yougoslavie.

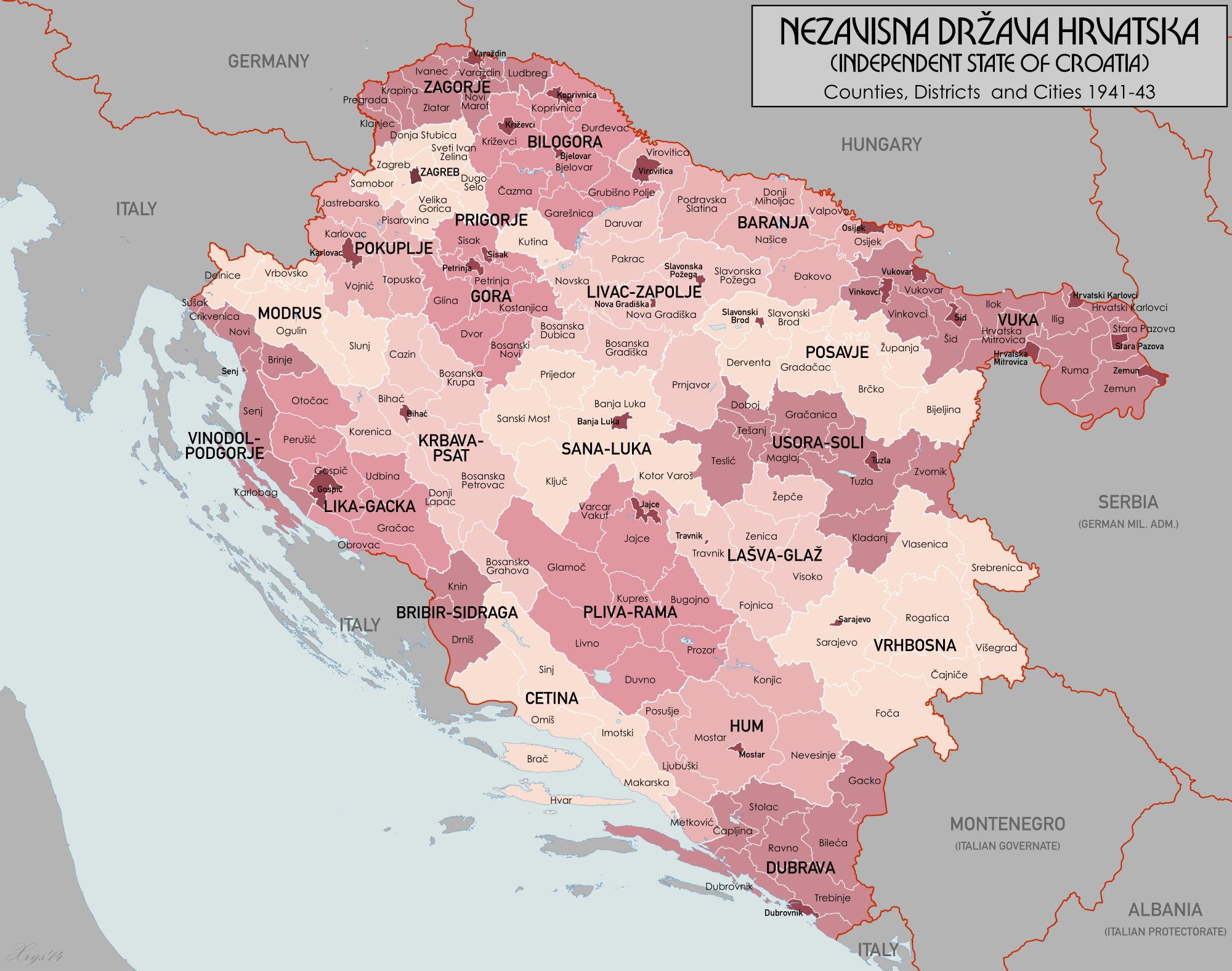
Districts de l'état indépendant de Croatie

Les opérations anti-partisans indiquées sont généralement des opérations de taille grandes et moyennes, menées la plupart du temps soit par une division soit par un mélange de forces. Ces opérations qui duraient plusieurs jours étaient répertoriées par nom de code.
Les petites opérations anti-partisans qui ont été vraisemblablement très nombreuses n'apparaissent pas en raison de leur insignifiance et du manque d'informations détaillées. Les nombreux engagements offensifs et défensifs à travers la Yougoslavie pendant la guerre n'est pas considérés comme des opérations, on ne leur a d’ailleurs pas attribué un nom.
Dans les détails des opérations, les chiffres allemands ont été utilisés parce qu'ils sont soupçonnés d'être plus précis que les chiffres trouvés dans la littérature d'après-guerre yougoslave.
Dans presque tous les cas, les Allemands avançaient à travers le terrain et les partisans se retiraient, et ce fait a donné aux Allemands une occasion de compter plus exactement les cadavres ennemis quand ils sont revenus sur leurs pas. Les chiffres allemands viennent tous de leurs documents de sources primaires écrites au moment de l'opération et sont donc moins susceptibles d'avoir été manipulés à des fins politiques. Si la littérature d'après-guerre yougoslave est assez exacte concernant le cours des combats, elle omet très facilement les détails sur les batailles perdues par les partisans, ainsi que le nombre de victimes, en particulier dans les cas où ils ont perdu plus d'hommes que l'ennemi. Les estimations des pertes ennemies sont également énormément exagérées.

## Liste d'opérations anti-partisans en Croatie

### 1941-1942
| Nom                            | Forces de l'Axe | Résistants          | Description succincte | Début Fin                         |
| ------------------------------ | --- | ------------------- | --- | --------------------------------- |
| Opération Višegrad             | État indépendant de Croatie | Tchetniks           | Destruction des résistants tchetniks autour de Rogatica et de Višegrad | 30 septembre 1941 4 décembre 1941 |
| Opération Ozren (1941)         | État indépendant de Croatie Miliciens de la Légion Noire (oustachis)                                                                       | Partisans           | Destruction des Partisans yougoslaves dans les vallées de la Bosna et de la Spreča ainsi que dans les monts Ozren | 2 décembre 1941 12 décembre 1941  |
| Opération Süd-Kroatien I       | Reich allemand Royaume d'Italie État indépendant de Croatie Miliciens de la Légion Noire (oustachis) Miliciens musulmans Hadžiefendić (hr) | Partisans Tchetniks | Destruction des partisans dans la région montagneuse de Romanija aux alentours de Sarajevo – Višegrad – Zvornik – Tuzla – Vareš. Elle est considérée comme la seconde grande offensive anti-Partisans. | 15 janvier 1942 23 janvier 1942   |
| Opération Süd-Kroatien II      | Reich allemand État indépendant de Croatie Miliciens de la Légion Noire (oustachis) Miliciens musulmans Hadžiefendić (hr)                  | Partisans Tchetniks | L'opération Süd-Kroatien I ayant isolé une grande partie des forces des partisans et des tchetniks dans l'Est des montagnes d'Ozren et des villes de Doboj et Maglaj, une seconde phase fut mise en place afin de nettoyer ces zones. Elle est également connue sous le nom d'opération Ozren.                                                  | 28 janvier 1942 2 février 1942    |
| Opération Prijedor             | Reich allemand État indépendant de Croatie                                                                                                 | Partisans           | Destruction des concentrations de partisans dans la région de Prijedor, située à l'Ouest de Bosanska Dubica. | 18 février 1942 27 février 1942   |
| Opération Petrova gora I       | État indépendant de Croatie | Partisans           | Destruction des partisans dans les montagnes de Petrova gora dans la région de Kordun entre Vojnić et Topusko. | 18 mars 1942 18 avril 1942        |
| Opération K                    | Royaume d'Italie | Partisans           | Opération faite pour soulager les garnisons italiennes de Herzégovine | 23 mars 1942 28 mars 1942         |
| Opération Trio                 | Reich allemand Royaume d'Italie État indépendant de Croatie Miliciens de la Légion Noire (oustachis) Tchetniks MVAC                        | Partisans Tchetniks | Engager et détruire les forces des partisans yougoslaves et tchetnik en Bosnie orientale. Elle sera poursuivie par l'opération Foča. Elle est considérée comme la troisième grande offensive anti-Partisans. | 8 avril 1942 14 juin 1942         |
| Opération Foča                 | Reich allemand Royaume d'Italie État indépendant de Croatie                                                                                | Partisans Tchetniks | Destruction des partisans et tchetniks forcés de se réfugier dans la région de Foča, en Bosnie orientale, après l'opération Trio | 5 mai 1942 12 mai 1942            |
| Opération Petrova gora II      | État indépendant de Croatie | Partisans           | Destruction du reste des tchetniks dans les montagnes de Petrova gora dans la région de Kordun entre Vojnić et Topusko qui n'ont pas été détruits lors de l'opération Petrova gora I. | 9 mai 1942 15 mai 1942            |
| Opération Zenica – Zavidovići  | Reich allemand État indépendant de Croatie Tchetniks MVAC Miliciens musulmans Hadžiefendić (hr)                                            | Partisans           | Destruction des partisans occupant les zones à l'Est de Zenica et au Sud de Zavidovići. | 3 juin 1942 22 juin 1942          |
| Opération Bosnie-Ouest         | Reich allemand Royaume de Hongrie État indépendant de Croatie                                                                              | Partisans           | Destruction totale des partisans dans les montagnes de Kozara entre Banja Luka et de Prijedor en Bosnie-Ouest. Cette opération est également connue sous le nom de bataille de Kozara. | 5 juin 1942 17 juillet 1942       |
| Opération Kreševo              | Reich allemand État indépendant de Croatie                                                                                                 | Partisans           | Destruction des partisans de la municipalité de Trnovo en particulier dans les montagnes de Treskavica, Bjelasnica et Igman et la zone de Lepenica vers le Sud et l'Est de Sarajevo. | 3 juillet 1942 3 août 1942        |
| Opération Provincia di Lubiana | Royaume d'Italie | Partisans           | Élimination des Partisans de la région montagneuse située au Nord-Ouest de la Croatie, au Nord-Ouest Delnice et près de la frontière avec la Slovénie, afin de détruire leurs bases d'approvisionnement et de neutraliser le soutien qu'ils recevaient des civils locaux. Cette opération est également connue sous le nom d'opération Risnjak. | 12 juillet 1942 7 août 1942       |
| Opération Alba                 | Royaume d'Italie État indépendant de Croatie Tchetniks MVAC                                                                                | Partisans           | Destruction des groupes de partisans dalmates dans la zone montagneuse, située à 40-50 km à l'Est de Split. Cette opération est également connue sous le nom d'opérations Albia ou Albija. | 12 août 1942 2 septembre 1942     |
| Opération Fruška Gora          | Reich allemand Royaume de Hongrie État indépendant de Croatie                                                                              | Partisans           | Destruction des groupes de partisans des montagnes de Fruška Gora en Syrmie. | 20 août 1942 30 août 1942         |
| Opération S                    | Reich allemand État indépendant de Croatie                                                                                                 | Partisans           | Destruction des concentrations de partisans dans la région de Šekovići, situé au Nord-Ouest de Vlasenica en Bosnie Orientale. | 24 août 1942 28 août 1942         |
| Opération Jajce I              | Reich allemand État indépendant de Croatie                                                                                                 | Partisans           | Opération destinée à reprendre la ville de Jajce, capturée le 25 septembre par les Partizani. | 28 septembre 1942 6 octobre 1942  |
| Opération Manjača Mountains    | Reich allemand État indépendant de Croatie                                                                                                 | Partisans           | Destruction des groupes de partisans dans les montagnes de Manjača situées au Sud-Ouest de Banja Luka en Bosnie Ouest. | 30 septembre 1942 9 octobre 1942  |
| Opération Alfa                 | Royaume d'Italie État indépendant de Croatie Tchetniks MVAC                                                                                | Partisans           | Opération destinée à reprendre la ville de Prozor et sa région, grand centre d'extraction de bauxite en Yougoslavie, envahies par les Partizani et sécuriser la voie ferrée entre Sarajevo et Mostar. | 5 octobre 1942 10 octobre 1942    |
| Opération Jajce II             | Reich allemand État indépendant de Croatie Tchetniks MVAC                                                                                  | Partisans           | À la suite de l'opération Jajce I, nettoyages des poches de résistance qui restent dans la région de Jajce–Jezero située à une cinquantaine de kilomètres Sud de Banja Luka. | 7 octobre 1942 6 novembre 1942    |
| Opération Kozara               | Reich allemand État indépendant de Croatie Tchetniks MVAC                                                                                  | Partisans           | Ratissage des montagnes de Kozara entre Banja Luka et de Prijedor afin de détruire les bandes de partisans qui s'étaient rétablis depuis l'opération Bosnie-Ouest. Cette opération sera suivie de l'opération Sandmann. | 19 octobre 1942 28 octobre 1942   |
| Opération Beta                 | Royaume d'Italie État indépendant de Croatie Tchetniks MVAC                                                                                | Partisans           | Opération destinée à reprendre la ville de Livno et sa région, prise par les Partizani. | 21 octobre 1942 23 octobre 1942   |
| Opération Sandmann             | Reich allemand État indépendant de Croatie                                                                                                 | Partisans           | Destruction des groupes de partisans dans la région de Bosanski Novi-Dvor dans l'Ouest de la Bosnie qui s'étaient échappés lors de l'opération Kozara. | 29 octobre 1942 3 novembre 1942   |
| Opération Lug                  | Reich allemand État indépendant de Croatie                                                                                                 | Partisans           | Destruction des concentrations de partisans dans la vallée de Japra située au Nord-Ouest et à l'Ouest de Sanski Most en Bosnie Ouest. | 2 novembre 1942 7 novembre 1942   |
| Opération Jajce III            | Reich allemand État indépendant de Croatie                                                                                                 | Partisans           | Opération destinée à reprendre, pour la seconde fois, la ville de Jajce, re-capturée dans la nuit du 25 au 26 novembre par les Partizani. | 29 novembre 1942 6 décembre 1942  |
| Opération Travnik              | Reich allemand État indépendant de Croatie                                                                                                 | Partisans           | Destruction d'un groupe de 500 partisans concentré à 6 km au Nord-Ouest de Travnik en Bosnie-Ouest. | 16 décembre 1942 23 décembre 1942 |
| Opération Tuzla II             | Reich allemand État indépendant de Croatie                                                                                                 | Partisans           | Destruction d'un groupe de 1 000 partisans concentré dans les montagnes de Majevica situées au Nord de Tuzla en Bosnie orientale. | 17 décembre 1942 20 décembre 1942 |
| Opération Kasten               | Reich allemand État indépendant de Croatie                                                                                                 | Partisans           | Destruction des partisans concentrés dans les montagnes de Papuk (en) situés à l'Est d'une ligne de Virovitica-Požega en Slavonie. | 28 décembre 1942 3 janvier 1943   |

### 1943
| Nom                                                                           | Forces de l'Axe                                                                          | Résistants                                                  | Description succincte | Début Fin                           |
| ----------------------------------------------------------------------------- | ---------------------------------------------------------------------------------------- | ----------------------------------------------------------- | --- | ----------------------------------- |
| Opération Klašnjice                                                           | Reich allemand État indépendant de Croatie                                               | Partisans                                                   | Destruction des partisans concentrés dans la zone Est de Klašnjice. | 2 janvier 1943 4 janvier 1943       |
| Opération rivière Una                                                         | Reich allemand État indépendant de Croatie                                               | Partisans                                                   | Destruction des partisans concentrés dans la zone de la rivière Una entre Prijedor et Bosanski Novi. | 3 janvier 1943 5 janvier 1943       |
| Opération Teslic I                                                            | Reich allemand État indépendant de Croatie                                               | Partisans                                                   | Opération destinée à reprendre la ville de Teslic, capturée le 2 janvier par les unités de la 1re division d'assaut Prolétarienne (NOVJ). | 5 janvier 1943 7 janvier 1943       |
| Opération Berta                                                               | Reich allemand État indépendant de Croatie                                               | Partisans                                                   | Destruction des Partizani situés dans le triangle Prijedor - Bronzani Majdan - Sanski Most. | 6 janvier 1943 8 janvier 1943       |
| Opération Weiss ou Opération Fall Weiß (1943) ou Opération Fall Weiss (1943). | Reich allemand Waffen-SS État indépendant de Croatie Royaume d'Italie Tchetniks          | Partisans                                                   | Opération destinée à reprendre une vaste zone capturée, ou libérée, par les partisans de Tito centrées sur Bihac et engager et détruire le plus grand nombre des unités de partisans. Cette opération connaitra son point culminant lors de la bataille de la Neretva. Elle est considérée comme la 4e offensive anti-Partisans | 20 janvier 1943 17 février 1943     |
| Opération Krause I et Opération Krause II                                     | Reich allemand État indépendant de Croatie                                               | Partisans                                                   | Opération destinée à dégager la ligne de chemin de fer Nova Gradiška – Okučani, engager les troupes partisanes (Opération Krause I) puis déporter vers les camps de concentration croates leurs sympathisants (Opération Krause II).                                                                                            | 2 février 1943 6 février 1943       |
| Opération Windstoss                                                           | Reich allemand État indépendant de Croatie                                               | Partisans                                                   | Opération destinée à nettoyer les camps de résistance situés le long de la route Lipik - Okučani - Novska - Banova Jaruga. | 6 février 1943 8 février 1943       |
| Opération Moslavačka gora                                                     | État indépendant de Croatie                                                              | Partisans                                                   | Opération destinée à engager et détruire les détachements de partisans situés dans les environs de Potok (Popovača) – Popovac (Novska) – Oštri Zid – Garesnica | 12 février 1943 13 février 1943     |
| Opération Bilogora                                                            | Reich allemand État indépendant de Croatie                                               | Partisans                                                   | Destruction des concentrations de partisans dans la région montagneuse du Bilogora (hr), située au Sud-Ouest de Virovitica | 19 février 1943 22 février 1943     |
| Opération Grün I                                                              | Reich allemand État indépendant de Croatie                                               | Partisans                                                   | Destruction des concentrations de partisans dans les montagnes de Krndija et de Dilj (hr) bordé par Podgorač - Našice - Caglin - Levanjska Varos. | 19 février 1943 3 mars 1943         |
| Opération Mirko                                                               | Reich allemand État indépendant de Croatie                                               | Partisans                                                   | Destruction des concentrations de partisans dans les montagnes de Kalnik (collines) (sl) et de Bilogora (hr), le long de la ligne de chemin de fer Križevci – Koprivnica. | 27 février 1943 8 mars 1943         |
| Opération Gustav                                                              | Reich allemand État indépendant de Croatie                                               | Partisans                                                   | Destruction d'un force de partisans et reprise la ville de Grbavci située à 15 km au Sud-Ouest de Bosanska Gradiska. | 15 mars 1943 17 mars 1943           |
| Opération Braun                                                               | Reich allemand État indépendant de Croatie                                               | Partisans                                                   | Destruction d'une force de partisans évaluée à 4 brigades stationnées dans les montagnes Papuk (hr) et Krndija en Slavonie centrale et qui s'étaient esquivées à travers les montagnes de Dilj (hr) lors de l'opération Grün I.                                                                                                 | 19 mars 1943 7 avril 1943           |
| Opération Virovitica                                                          | Reich allemand État indépendant de Croatie                                               | Partisans                                                   | Destruction d'une force de partisans stationnées dans les montagnes de Moslavačka gora (hr). | 3 avril 1943 5 avril 1943           |
| Opération Ostern                                                              | Reich allemand État indépendant de Croatie                                               | Partisans                                                   | Recherche et destruction d'un groupe de partisans stationné dans la région de Sunja, à 20 km au Sud-Sud-Est de Sisak, et qui faisait, régulièrement, dérailler et attaquer des trains et tendait des embuscades sur les routes.                                                                                                 | 15 avril 1943 17 avril 1943         |
| Opération Ozren (1943)                                                        | État indépendant de Croatie                                                              | Partisans                                                   | Recherche et destruction des partisans concentrés dans la région de Doboj - Teslić. | 15 avril 1943 17 avril 1943         |
| Opération Otto                                                                | Reich allemand État indépendant de Croatie                                               | Partisans                                                   | Recherche et destruction des partisans opérant à partir des montagnes Grmeč dans la zone de la rivière Una entre Prijedor et Bosanski Novi. | 19 avril 1943 21 avril 1943         |
| Opération Paula (1943)                                                        | Reich allemand État indépendant de Croatie                                               | Partisans                                                   | Recherche et destruction des partisans opérant à partir de la partie nord-ouest des montagnes Grmeč dans les environs de Bosanska Krupa et Bihac. | 4 mai 1943 5 mai 1943               |
| Opération Richard                                                             | Reich allemand État indépendant de Croatie                                               | État indépendant de Croatie déserteurs Tchetniks déserteurs | Localisation et destruction de 183 déserteurs des forces armées croates et de 35 tchetniks qui pillaient et maltraitaient la population dans les environs de Razboj Ljevčanski, situé à 18 km à l'Est-Sud-Est de Bosanska Gradiska.                                                                                             | 6 mai 1943 7 mai 1943               |
| Opération Ulrich                                                              | Reich allemand État indépendant de Croatie                                               | Partisans                                                   | Destruction des groupes de partisans concentrés dans les montagnes de la Kozara occidentale compris dans un rectangle Bosanska Dubica - Bosanska Kostajnica - Bosanski Novi - Prijedor. | 8 mai 1943 12 mai 1943              |
| Opération Schwarz ou Opération Fall Schwarz                                   | Reich allemand Waffen-SS Royaume d'Italie Bulgarie État indépendant de Croatie Tchetniks | Partisans                                                   | Destruction des groupes de partisans de Tito qui avaient réussi à s'échapper dans le Nord du Monténégro, après l'opération Fall Weiss (1943). Cette opération connaitra son point culminant lors de la bataille de la Sutjeska. Elle est considérée comme la 5e offensive anti-Partisans                                        | 15 mai 1943 15 juin 1943            |
| Opération Pfingsten                                                           | Reich allemand État indépendant de Croatie                                               | Partisans                                                   | Destruction d'une concentration de Partisans dans la région montagneuse des zones de Prnjavor - Kotor Varos - Teslić. | 13 juin 1943 16 juin 1943           |
| Opération Klara                                                               | Reich allemand État indépendant de Croatie                                               | Partisans                                                   | Opération lancée pour soulager les éléments du 11e régiment d'infanterie Croate entouré par d'importantes forces partisanes dans les environs de Velika Kladusa. | 20 juin 1943 22 juin 1943           |
| Opération Petrinja                                                            | Reich allemand État indépendant de Croatie                                               | Partisans                                                   | Destruction des formations partisanes situés dans la zone Okučani - Lipik - Banova Jaruga - Novska. | 22 juin 1943 24 juin 1943           |
| Opération Zagorje                                                             | État indépendant de Croatie                                                              | Partisans                                                   | Ratissage des monts Kalnik (hr) dans la région de Novi Marof entre Varaždin et Križevci pour détruire les concentrations de partisans. | 24 juin 1943 1er juillet 1943       |
| Opération Cyrill                                                              | Reich allemand État indépendant de Croatie                                               | Partisans                                                   | Destruction des groupes de partisans concentrés dans la région des rivières Glogovnica (hr) et Česma (rivière) (hr) près de Ivanić-Grad | 2 juillet 1943 3 juillet 1943       |
| Opération Cardaci                                                             | Reich allemand                                                                           | Partisans                                                   | Destruction d'un groupe de partisans installé dans les montagnes autour Cardaci, situé à 12 km au Nord-Est de Bugojno. | 4 juillet 1943 6 juillet 1943       |
| Opération Ivan                                                                | Reich allemand État indépendant de Croatie                                               | Partisans                                                   | Ratissage anti-partisans menés dans les monts Moslavačka (hr). | 4 juillet 1943 6 juillet 1943       |
| Opération Varazdin et Paula                                                   | Reich allemand État indépendant de Croatie                                               | Partisans                                                   | Destruction des forces partisanes installées dans les monts Kalnik (hr) entre Varaždin et Križevci. | 8 juillet 1943 25 juillet 1943      |
| Opération Grün II                                                             | Reich allemand État indépendant de Croatie                                               | Partisans                                                   | Destruction des forces partisanes concentrées dans la région de Kravarsko - Gornji Dragonožec (hr) et entre la ligne de chemin de fer Zagreb - Sisak et la rivière Kupa. | 26 juillet 1943 27 juillet 1943     |
| Opération Grün III                                                            | Reich allemand État indépendant de Croatie                                               | Partisans                                                   | Recherche et destruction des forces partisanes concentrées dans la région Nord de la rivière Kupa entre le Save et la ligne de chemin de fer Novi Farkašić - Kravarsko. | 5 août 1943 6 août 1943             |
| Opération Bilo gora Ost                                                       | Reich allemand SS-Polizei État indépendant de Croatie                                    | Partisans                                                   | Recherche et destruction de 3 brigades de partisans concentrés dans la partie orientale des montagnes de Bilogora (hr) | 25 août 1943 27 août 1943           |
| Opération Leander                                                             | Reich allemand                                                                           | Partisans                                                   | Opération destinée à traverser la zone montagneuse de Lika jusque Zadar sur la côte dalmate afin de prendre en charge la défense de la côte dans cette région cédées par les forces italiennes. | 9 septembre 1943 14 septembre 1943  |
| Opération Ferdinand (1943)                                                    | Reich allemand SS-Polizei SS-Sonderkommando                                              | Partisans                                                   | Destruction d'une grande concentration Partisans dans les montagnes de Fruska gora en Syrmie. | 19 septembre 1943 21 septembre 1943 |
| Opération Herbst I                                                            | Reich allemand SS-Polizei État indépendant de Croatie                                    | Partisans                                                   | Destruction des forces partisanes installées dans les montagnes Dilj (hr) dans la zone bordée par Našice - Djakovo - Donji Andrijevci - Slavonski Brod. | 25 septembre 1943 29 septembre 1943 |
| Opération Geiserich                                                           | Reich allemand Waffen-SS État indépendant de Croatie                                     | Partisans Royaume d'Italie                                  | Reprise de Split, sur la côte dalmate, qui était tombé sous le contrôle des partisans et des soldats italiens qui refusaient de se rendre après la capitulation de l'Italie le 8 septembre. | 26 septembre 1943 27 septembre 1943 |
| Opération Arnim                                                               | Reich allemand                                                                           | Partisans                                                   | Nettoyage des concentrations partisanes des montagnes de Fruška gora en Syrmie. | 14 octobre 1943 17 octobre 1943     |
| Opération Herbst II                                                           | Reich allemand SS-Polizei État indépendant de Croatie                                    | Partisans                                                   | Destruction des forces partisanes installées entre la rivière Save et la ligne de chemin de fer Vinkovci - Županja dans le sud de la Slavonie. | 19 octobre 1943 21 octobre 1943     |
| Opération Wildsau                                                             | Reich allemand SS-Polizei État indépendant de Croatie                                    | Partisans                                                   | Localisation et destruction des concentrations de partisans installées dans le triangle rivière Save - Drina - Tuzla. | 26 octobre 1943 29 octobre 1943     |
| Opération Ferkel                                                              | Reich allemand État indépendant de Croatie                                               | Partisans                                                   | Destruction des forces partisanes et leurs camps d'approvisionnement situés dans les montagnes au Nord-Est de Tuzla situé à l'intérieur du rectangle Brčko - Gračanica - Bijeljina - Tuzla et empêcher la formation d'une nouvelle brigade.                                                                                     | 3 novembre 1943 13 novembre 1943    |
| Opération Adler                                                               | Reich allemand État indépendant de Croatie                                               | Partisans                                                   | Opération de nettoyage des Partisans du secteur côtier du nord de la Dalmatie entre Gospić et Karlobag et au Nord à Senj. | 11 novembre 1943 26 novembre 1943   |
| Opération Raureif                                                             | Reich allemand                                                                           | Partisans                                                   | Opération destinée à reprendre et tenir Turbe, une petite ville située à 7 km à l'Ouest de Travnik, et que les troupes nazies croyaient être menacées d'être prise par les partisans. | 13 novembre 1943 17 novembre 1943   |
| Opération Delphin                                                             | Reich allemand                                                                           | Partisans                                                   | Destruction des forces partisanes installés sur les îles dalmates situées face à Zadar et Sibenik c'est-à-dire les îles Ugljan, Pašman, Iz, Sestrunj, Kornat, Žut, Dugi Otok et Molat | 15 novembre 1943 1er décembre 1943  |
| Opération Merkur (1943)                                                       | Reich allemand État indépendant de Croatie                                               | Partisans                                                   | Anéantissement des bases d'approvisionnements des Partizani situées dans et autour la plaine de Krbavsko (hr) entre Gospić et Udbina, et détruire la capacité d'attaque des partisans qui menacent la route d'approvisionnement vitale pour l'Axe, entre Bihac et Knin.                                                         | 25 novembre 1943 27 novembre 1943   |
| Opération Kugelblitz                                                          | Reich allemand Waffen-SS SS-Polizei Bulgarie Tchetniks Milice musulmane de Sandžak (en)  | Partisans                                                   | Encerclement et destruction de tout un corps de partisans qui se réunissait dans la zone entre Rogatica et Vlasenica dans la partie sud de la Bosnie orientale et qui allait entrer en Serbie. Elle sera continuée par l'opération Schneesturm.                                                                                 | 2 décembre 1943 18 décembre 1943    |
| Opération Ziethen                                                             | Reich allemand Waffen-SS État indépendant de Croatie Tchetniks                           | Partisans                                                   | Reprise de la zone délimitée par Livno - Šuica - Duvno (hr) en Dalmatie centrale, afin de rouvrir la route d'approvisionnement entre Sinj et Šuica puis de capturer l'aérodrome partisan de Glamoc. | 4 décembre 1943 23 décembre 1943    |
| Opération Panther                                                             | Reich allemand État indépendant de Croatie                                               | Partisans                                                   | Anéantissement des forces partisanes concentrées dans la région de Glina et destruction de leurs bases d'approvisionnement dans le massif de Petrova gora et les montagnes autour de Samarica (hr) afin de réduire les attaques fréquentes sur les lignes ferroviaires Zagreb - Novska, Zagreb - Sunja et Sunja - Bihac.        | 7 décembre 1943 20 décembre 1943    |
| Opération Schneesturm                                                         | Reich allemand Waffen-SS SS-Polizei Bulgarie Tchetniks                                   | Partisans                                                   | Opération destinée à en finir avec les forces partisanes qui avaient réussi à fuir lors de l'opération Kugelblitz en Bosnie orientale dans la région de Maglaj - Tuzla - Vlasenica - Visoko. | 21 décembre 1943 29 décembre 1943   |
| Opération Tannenbaum (1943)                                                   | Reich allemand                                                                           | Partisans                                                   | Suppression des Partisans de la zone de la rivière Una entre Bosanski Novi et Bužim. | 23 décembre 1943 décembre 1943      |
| Opération Ristow                                                              | Reich allemand État indépendant de Croatie                                               | Partisans                                                   | Opération pour faire disparaitre et sécuriser le sud de la ligne de chemin de fer entre Bosanski Novi et Prijedor où une accumulation de partisans avaient été signalés. | 24 décembre 1943 28 décembre 1943   |
| Opération Weihnachtsmann                                                      | Reich allemand                                                                           | Partisans                                                   | Recherche et destruction des unités partisanes concentrées dans les montagnes situées entre les rivières Kupa et Save, situées à 30-35 km au Sud et au Sud-Est de Zagreb. | 25 décembre 1943 30 décembre 1943   |

### 1944
| Nom                       | Forces de l'Axe                                                                                           | Résistants | Description succincte | Début Fin                         |
| ------------------------- | --- | ---------- | --- | --------------------------------- |
| Opération Hasenjagd       | Reich allemand                                                                                            | Partisans  | Destruction des partisans d'une zone montagneuse situés dans un arc de 20 à 30 km au Nord et au Nord-Ouest de Split, à proximité des villages de Zelovo (hr) - Kladice - Prgomet - Brštanovo (hr). | 2 janvier 1944 8 janvier 1944     |
| Opération Napfkuchen      | Reich allemand État indépendant de Croatie Tchetniks                                                      | Partisans  | Cette opération qui fait partie de l'opération Waldrausch était destinée à rouvrir la ligne de communication au Sud de la ligne Zenica - Travnik - Jajce en laissant des points d'appuis et de rassemblements à Derventa, Doboj et Teslić. | 3 janvier 1944 6 janvier 1944     |
| Opération Waldrausch      | Reich allemand État indépendant de Croatie                                                                | Partisans  | Anéantissement des lignes de communication des Partizani de Slavonski Brod à Konjic, dans le Centre et l'Ouest de la Bosnie, et dans le Nord de la Dalmatie. | 3 janvier 1944 14 février 1944    |
| Opération Jajce           | Reich allemand                                                                                            | Partisans  | Cette opération qui fait partie de l'opération Waldrausch était destinée à rouvrir la vallée et les routes parallèles à la vallée du Vrbas qui conduisaient du Sud de Banja Luka à Mrkonjić Grad et Jajce. | 4 janvier 1944 9 janvier 1944     |
| Opération Morgenwind I    | Reich allemand                                                                                            | Partisans  | Capture de l'île de Brač large de la côte de Dalmatie centrale. | 6 janvier 1944 15 janvier 1944    |
| Opération Morgenwind II   | Reich allemand                                                                                            | Partisans  | Capture de l'île de Šolta large de la côte de Dalmatie centrale. | 7 janvier 1944 15 janvier 1944    |
| Opération Brandfackel     | Reich allemand                                                                                            | Partisans  | Cette opération qui fait partie de l'opération Waldrausch était destinée à détruire les concentrations de partisans dans les montagnes de la Kozara entre Bosanska Gradiska et Banja Luka afin de pouvoir rétablir la principale route de ravitaillement entre ces deux villes. | 11 janvier 1944 16 janvier 1944   |
| Opération Nibelungenfahrt | Reich allemand                                                                                            | Partisans  | Destruction des bases d'approvisionnements des partisans de la Plaine de Krbavsko (hr), une plaine correspondant à un triangle située entre Otočac - Bihac - Gospić. | 13 janvier 1944 23 janvier 1944   |
| Opération Cannae I        | Reich allemand SS-Polizei État indépendant de Croatie                                                     | Partisans  | Destruction des groupes de partisans de la zone située entre les rivières Save et Drave pour permettre la saisie de denrées alimentaires pour les forces armées croates. | 16 janvier 1944 3 février 1944    |
| Opération Dubrovnik I     | État indépendant de Croatie                                                                               | Partisans  | Rétablissement des communications entre Zagreb et Varaždin, en particulier la section qui traverse les collines de Kalnik (collines) (hr) au Sud de Varaždin et reconstituer les garnisons de Novi Marof et de Varaždinske Toplice. | 21 janvier 1944 6 février 1944    |
| Opération Drežnica        | Reich allemand                                                                                            | Partisans  | Suppression des routes d'approvisionnement des Partisans dans les montagnes de Velika Kapela entre Jezerane (hr) et Senj en Dalmatie du Nord. | 23 janvier 1944 31 janvier 1944   |
| Opération Frühlingswetter | Reich allemand                                                                                            | Partisans  | Rouvrir et sécuriser une route d'approvisionnement clé en détruisant les Partisans positionnés dans la zone entre Knin et Kistanje situé à 20 km à l'Ouest-Sud-Ouest de Knin. | 23 janvier 1944 25 janvier 1944   |
| Opération Uljan           | Reich allemand                                                                                            | Partisans  | Opération destinée à piller et détruire les concentrations partisanes sur l'île de Ugljan située au large de Zadar. | 30 janvier 1944 1er février 1944  |
| Opération Emil            | Reich allemand Tchetniks                                                                                  | Partisans  | Destruction de la 19e division des partisans installée dans la zone Ouest de Knin. | 3 février 1944 6 février 1944     |
| Opération Dubrovnik II    | État indépendant de Croatie                                                                               | Partisans  | Opération destinée à compléter l'opération Dubrovnik commencée le 21 janvier. | 7 février 1944 11 février 1944    |
| Opération Kaub            | Reich allemand                                                                                            | Partisans  | Raid effectué le long de la rivière Save, en détruisant tous les bateaux et les ferries le long des deux rives de la rivière au nord de Bosanska Gradiska afin d'en interdire l'utilisation aux Partizani. | 12 février 1944 19 février 1944   |
| Opération Lauffeuer       | Reich allemand                                                                                            | Partisans  | Destruction des groupes de partisans concentrés dans la région au Sud de Sid en Serbie et près Ilok en Syrmie. | 17 février 1944 19 février 1944   |
| Opération Fuchsjagd       | Reich allemand État indépendant de Croatie                                                                | Partisans  | Destruction des formations de partisans les monts d'Ivanscica au Sud-Ouest de Varaždin. | 23 février 1944 26 février 1944   |
| Opération Schlüsselblume  | État indépendant de Croatie                                                                               | Partisans  | Destruction de 25 brigades de partisans, selon les estimations, situées en Slavonie occidentale. | 28 février 1944 6 mars 1944       |
| Opération Bergwiese       | Reich allemand État indépendant de Croatie                                                                | Partisans  | Destruction des forces partisanes de la péninsule Primošten juste au Sud de Sibenik, sur la côte dalmate. | 2 mars 1944 7 mars 1944           |
| Opération Fuchsjagd III   | Reich allemand État indépendant de Croatie                                                                | Partisans  | Destruction des bases d'approvisionnement et de soutien des forces partisanes et de leurs points forts situés au cœur des monts Kalnik (collines) (hr) à l'Ouest de Koprivnica. | 4 mars 1944 6 mars 1944           |
| Opération Renate          | Reich allemand Waffen-SS                                                                                  | Partisans  | Destruction des concentrations de partisans la péninsule de Murter au Nord-Ouest de Sibenik en Dalmatie centrale. | 11 mars 1944 19 mars 1944         |
| Opération Schneeschmelze  | Reich allemand                                                                                            | Partisans  | Destruction des concentrations de partisans dans la zone Zaprešić - Krapinske Toplice - Klanjec située au Nord de Zagreb. | 13 mars 1944 15 mars 1944         |
| Opération Cannae II       | Reich allemand Waffen-SS                                                                                  | Partisans  | Assemblement d'une grande concentration de troupes en Slavonie, le long de la frontière Ouest de la Hongrie, sous le couvert d'une opération anti-partisan en soutien à l'opération Margarethe. | 17 mars 1944 19 mars 1944         |
| Opération Steinschlag     | Reich allemand État indépendant de Croatie                                                                | Partisans  | Destruction des groupes de partisans et leurs bases d'approvisionnement dans les environs de Otočac, dont une située près de Vrhovine qui était utilisé comme une zone de dépôt et d'approvisionnement pour les vols alliés en provenance d'Italie. | 30 mars 1944 4 avril 1944         |
| Opération Steinschlag     | Reich allemand Waffen-SS État indépendant de Croatie Miliciens oustachis                                  | Partisans  | Destruction des groupes de partisans concentrés dans la région de Vlasenica – Srebrenica, dans l'Est de la Bosnie. | 24 avril 1944 18 mai 1944         |
| Opération Ungewitter      | Reich allemand SS-Polizei État indépendant de Croatie Miliciens oustachis                                 | Partisans  | Destruction des groupes de partisans concentrés dans la montagne Papuk dans la région de Slavonska Požega en Slavonie. | 24 avril 1944 8 mai 1944          |
| Opération Ingeborg        | Reich allemand État indépendant de Croatie                                                                | Partisans  | Destruction des groupes de partisans positionnés dans la région de Karlovac et au Nord de la rivière Kupa. | 7 mai 1944 8 mai 1944             |
| Opération Reinhard        | Reich allemand État indépendant de Croatie                                                                | Partisans  | Réoccupation des mines de minerai de la région de Ljubija et sécurisation de la zone. | 8 mai 1944 9 mai 1944             |
| Opération Morgenstern     | Reich allemand État indépendant de Croatie                                                                | Partisans  | Destruction des groupes de partisans, de leurs camps et de leurs zones d'approvisionnements situés dans, et autour de la plaine de Krbavsko Polje (hr) située au Nord-Est de Gospić. | 10 mai 1944 17 mai 1944           |
| Opération Solta           | Reich allemand                                                                                            | Partisans  | Défense de l'île de Solta sur la côte dalmate contre les attaques des Partisans. | 10 mai 1944 11 mai 1944           |
| Opération Kastanie        | Reich allemand État indépendant de Croatie                                                                | Partisans  | Destruction de trois bataillons de partisans supposés s'être concentrés dans la zone Prijedor-Sanski Most-Omarska à l'Est de la rivière Sana dans l'Ouest de la Bosnie. | 11 mai 1944 12 mai 1944           |
| Opération Sarajevo        | Reich allemand État indépendant de Croatie                                                                | Partisans  | Destruction des forces des partisans dans la région située à l'Ouest de Sesvete (en)-route Varaždin entre l'Ivanscica et les montagnes Zagrebacka. | 15 mai 1944 18 mai 1944           |
| Opération Schach          | Reich allemand SS-Polizei État indépendant de Croatie                                                     | Partisans  | Nettoyage des forces des partisans concentrées entre Kordun et Banija. | 19 mai 1944 30 mai 1944           |
| Opération Rösselsprung    | Reich allemand Waffen-SS État indépendant de Croatie                                                      | Partisans  | Attaque et destruction du haut commandement Partisans, de l'état-major et capture du maréchal Tito positionnés à Drvar et Bosanski Petrovac. 7e grande opération anti-Partisans. | 25 mai 1944 6 juin 1944           |
| Opération Wildsau         | Polizei-Freiwillige État indépendant de Croatie                                                           | Partisans  | Encerclement et destruction des groupes de partisans situés le long du tronçon ouest de la ligne de chemin de fer au nord de Zagreb entre Durmanec et Krapinske Toplice. | 6 juin 1944 7 juin 1944           |
| Opération Kornblume       | Reich allemand Waffen-SS Polizei-Freiwillige État indépendant de Croatie                                  | Partisans  | Ratisser les montagnes de Fruška gora dans les environs de Sremska Mitrovica ainsi que dans la Syrmie afin de détruire les formations de partisans opérant dans cette zone. | 14 juin 1944 19 juin 1944         |
| Opération Zumberak IV     | Reich allemand Polizei-Freiwillige État indépendant de Croatie                                            | Partisans  | Destruction des groupes de partisans rassemblés dans les montagnes de Plesivica (hr) situées à une trentaine de kilomètres à l'ouest de Zagreb, et en particulier autour de Gorica Svetojanska (hr). | 22 juin 1944 24 juin 1944         |
| Opération Bienenhaus      | Reich allemand État indépendant de Croatie                                                                | Partisans  | Destruction des groupes de partisans concentrés dans les montagnes de Moslavačka (hr) situées à une soixantaine de kilomètres de Zagreb. | 24 juin 1944 28 juin 1944         |
| Opération Blitz           | Reich allemand                                                                                            | Partisans  | Opération consistant en plusieurs petits engagements entre les forces allemandes et un groupe de partisans près de Levanjska Varoš. | 27 juin 1944 30 juin 1944         |
| Opération Dünkirchen I    | Reich allemand État indépendant de Croatie                                                                | Partisans  | Encerclement et destruction deux divisions de partisans situées dans la région de Krašić située au nord de Karlovac dans les montagnes de Gorjanci/Žumberak. | 27 juin 1944 2 juillet 1944       |
| Opération Arras           | Reich allemand État indépendant de Croatie                                                                | Partisans  | Destruction des partisans situés dans le triangle Lipik - Novska - Okučani qui sabotaient les voies ferrées dans la région et faisaient dérailler les trains. | 2 juillet 1944 3 juillet 1944     |
| Opération Rouen           | Reich allemand Royaume de Hongrie État indépendant de Croatie                                             | Partisans  | Destruction des grandes concentrations de partisans des monts Kalnik (hr) au sud-ouest de la ligne Ludbreg - Koprivnica. | 2 juillet 1944 16 juillet 1944    |
| Opération Dünkirchen II   | Reich allemand État indépendant de Croatie                                                                | Partisans  | Continuation de l'opération Dünkirchen I, consistant à éliminer deux divisions de partisans situées dans la région de Krašić située au nord de Karlovac dans les montagnes de Gorjanci/Žumberak. | 8 juillet 1944 17 juillet 1944    |
| Opération Casanova        | Reich allemand État indépendant de Croatie                                                                | Partisans  | Opérations anti-partisans aériennes. | juillet 1944 août 1944            |
| Opération Rübezahl        | Reich allemand Waffen-SS Corps de volontaires monténégrins Tchetniks État indépendant de Croatie Bulgarie | Partisans  | Cette opération était destinée à fixer et détruire les éléments de la force principale des partisans sur le plateau entre les rivières Piva et Tara au Monténégro et afin de les empêcher de pénétrer dans le sud-ouest de la Serbie et de repousser une autre partie des partisans en direction de l'ouest, en les éloignant de la rivière Drina en Bosnie et en empêchant leur entrée en Serbie et leur liaison avec les unités de la force principale. | 3 août 1944 26 août 1944          |
| Opération Trolist         | Reich allemand État indépendant de Croatie                                                                | Partisans  | Opération de nettoyage de groupes de partisans dans la région de Zaistovec - Preseka à l'ouest de Križevci qui menaçaient la route principale entre Zagreb et Varaždin. | 28 novembre 1944 30 novembre 1944 |

### 1945
| Nom                      | Forces de l'Axe                                      | Résistants | Description succincte | Début Fin             |
| ------------------------ | ---------------------------------------------------- | ---------- | --- | --------------------- |
| Opération Frühlingssturm | Reich allemand Waffen-SS État indépendant de Croatie | Partisans  | Opération majeure du XXXIV. Armeekorps à Syrmie visant à nettoyer les arrières de la 2. Panzerarmee déployée plus au nord le long du Danube. | 17 janvier 21 janvier |
| Opération Lawine         | Reich allemand État indépendant de Croatie           | Partisans  | Opération consistant à avancer le long de la vallée de la Lašva, à partir de Zenica, afin de reprendre Travnik, capturé par les partisans durant le mois d'octobre précédent. | 19 janvier 22 janvier |
| Opération Werwolf        | Reich allemand Waffen-SS État indépendant de Croatie | Partisans  | Encerclement et destruction de puissantes forces partisanes ainsi que de leurs bases de ravitaillement dans les monts Papuk (en) où elles menaçaient directement Zagreb et écraser les divisions partisanes qui tenaient la tête de pont de Virovitica entre Virovitica et Podravska Slatina. | 4 février 21 février  |
| Opération Waldteufel     | Reich allemand                                       | Partisans  | Franchissement la rivière Drava afin de créer des têtes de pont sur le côté est à Donji Miholjac et Valpovo, puis progression vers Mohács dans le sud de la Hongrie. | 6 mars 8 mars         |
| Opération Bergwind       | Reich allemand État indépendant de Croatie           | Partisans  | Ratissage des montagnes de Moslavačka (en) au sud-est de Zagreb, afin de bloquer le transfert du 10e corps de partisans vers la rivière Drava et destruction de toutes les formations de partisans rencontrées.                                                                               | 8 mars 17 mars        |